# 국립금오공과대학교
국립금오공과대학교(國立金烏工科大學校, Kumoh National Institute of Technology)는 대한민국의 교육부 소속 4년제 국립 공과대학교이다. 2천700여 개의 기업이 입주해 있는 국내 최대의 국가산업단지인 경상북도 구미시 양호동에 있으며, 1970년대 이후 급속한 산업화와 첨단산업의 발달로 전문화된 고급기술인력의 수요가 급증함에 따라 1979년에 박정희 대통령의 지시로 박정희 대통령의 고향인 경북 구미시에 공학계열 중심의 금오공과대학교가 설립인가 되었다. 1990년에 국립대학으로 개편되고 1993년에 현재의 이름으로 바뀌었다. 2004년 12월 30일에 교사 이전을 완료하고, 2005년부터 현재의 구미시 양호동 신캠퍼스를 쓰고 있다. 영문 이니셜은 kit이며, 약칭으로 ‘금오공대’라고 부른다.
2014년 본교인 최신 양호동 캠퍼스와 제2캠퍼스인 신평동 캠퍼스(옛 금오공대 캠퍼스)로 나뉜다.

## 연혁
- 1979. 07. 19. 박정희 대통령, 특수목적공과대학 금오공과대학 설립 계획(안) 재가
- 1979. 12. 31. 박정희 대통령 금오공과대학 설립인가
- 1980. 03. 01. 초대 학장 이동호 박사 취임[3]
- 1980. 03. 10. 제1회 입학식 (기계 160명, 전자 160명)
- 1984. 10. 05. 야간 강좌 개설학과 신설 승인
- 1986. 11. 29. 산업대학원 신설 승인
- 1987. 11. 09. 대학원 신설 승인
- 1990. 03. 01. 국립대학으로 전환 (대통령령 제12941호)
- 1992. 09. 01. 산업대학원 최고경영관리자과정 개설
- 1993. 03. 01. 금오공과대학교로 명칭변경
- 1993. 03. 31. 초대 총장 최용현 박사 취임
- 1995. 10. 18. 대학원 박사과정 신설
- 1997. 03. 31. 제2대 총장 김재훈 박사 취임
- 1999. 11. 20. 교육대학원 신설
- 2004. 01. 06. 금오공과대학교 산학협력단 설립
- 2004. 06. 16. NURI사업 선정(대형, 중형, 소형 각각 선정)
- 2005. 01. 20. 신 캠퍼스 (양호동 캠퍼스)로 대학이전 완료
- 2005. 03. 31. 제4대 총장 최환 박사 취임[4]
- 2007. 05. 21. 제1회 경북고용대상 대학부문 대상 수상
- 2009. 03. 21. 대학본부 및 강당신축 공사 기공식
- 2009. 03. 31. 제5대 총장 우형식 박사 취임
- 2009. 09. 01. 과학영재교육원 설치
- 2009. 11. 12. 컨설팅대학원 설치
- 2010. 01. 29. 컨설팅 R&D센터 설치
- 2010. 08. 26. 삼성탈레스 계약학과 운영 협약 체결(전자 및 전기분야)
- 2010. 10. 29. 전자의료기기 부품소재 산업화기반 구축사업 선정 (금오공대, 지식경제부, 경상북도, 구미시, 한국산업단지공단)
- 2010. 12. 22. 공학교육(정규) 인증 획득 (공학계열 전체 11개 프로그램)
- 2011. 01. 19. 본관 및 강당 개관
- 2011. 02. 21. 제32회 입학식
- 2011. 06. 24. 지식경제부, 글로벌 IT인재활용사업 선정
- 2011. 10. 17. 산업통상자원부, 구미·왜관 산학융합지구 조성사업(QWL/Quality of Working Life)선정
- 2011. 11. 22. '2011 산학연협력 우수사례 경진대회', 교육과학기술부 장관상 수상
- 2011. 12. 23. 구미중소기업협의회와 계약학과 '컨설팅학과' 설치
- 2012. 03. 28. 산학협력선도대학(LINC) 육성사업 선정
- 2012. 04. 12. '2012년 대학 창업교육 패키지사업' 주관대학 선정
- 2012. 04. 13. 5년 연속, 교육역량강화사업 선정
- 2012. 05. 10. 학부교육 선진화 선도대학 지원사업(ACE 사업) 선정
- 2012. 05. 30. 2012 대경광역경제권 선도산업 육성사업 비R&D, '대경권 선도산업 전문인력 양성사업' 선정
- 2012. 10. 17. 교육역량강화 지원사업 성과평가, '우수대학' 선정
- 2012. 10. 29. 공공부문 인재개발 우수기관 인증제(Best-HRD), 우수기관 인증
- 2012. 10. 31. '2012 산학연협력 우수사례 경진대회' 2년 연속, 교육과학기술부장관상 수상
- 2012. 11. 19. 한국기술사업화진흥협회와 기술사업협력 MOU 체결
- 2012. 11. 23. 한국전력기술㈜와 지역 우수 기술인재 육성 협약 체결
- 2013. 04. 25. 제6대 총장 김영식 박사 취임
- 2013. 05. 23. BI 보육역량강화사업 운영기관 선정
- 2013. 06. 21. 창업맞춤형사업 주관기관 선정
- 2013. 07. 09. 6년 연속, 교육역량강화지원사업 선정
- 2013. 10. 25. 국립대학 운영 성과목표제 평가 'A' 등급 선정
- 2013. 11. 01. 산업공학부 「BK21 Plus」 특화전문인재양성형 사업 선정
- 2013. 11. 21. 교육역량강화사업 성과평가 우수대학 선정(1만명 이하 대학 1위)
- 2013. 11. 22. 지식재산교육 선도대학 운영지원 기관 선정 - 특허청과 MOU체결
- 2013. 12. 16. 산학협력 유공대학 산업통상자원부장관상 수상 (산업통상자원부 발표 '기업만족도가 높은 대학' 선정)
- 2013. 12. 27. 2013년도 기관인증 평가 인증 획득, ‘인증모범사례 대학’선정
- 2014. 05. 15. 교육부·한국대학교육협의회 발표, ‘2013년 산업계 관점 대학평가’컴퓨터(SW)분야 최우수 대학 선정
- 2014. 06. 03. 창조 ICT융합인재양성사업 선정
- 2014. 07. 01. 교육부 ‘CK-1 지방대학 특성화 사업’ 3개 사업단 선정(그린화학소재 , 융합형메카트로닉스 사업단, 첨단소재·부품사업단)
- 2014. 07. 16. ICT융합특성화연구센터 개소
- 2014. 07. 31. 교육부 발표 '2014년 국립대학 혁신지원사업 평가' 최우수 평가 선정
- 2014. 10 .30. 교육부 '지역특성화 우수학과 지원사업' 선정(기전공학과)
- 2015. 01. 05. 2014년 교육역량강화지원사업 성과평가, 4년 연속 최우수대학 선정
- 2015. 05. 18. 금오공과대학교 LINC사업단 3차년도 연차평가, 3년 연속 전국 최우수 선정
- 2015. 11. 10. ICT 융합특성화연구센터, 2015년도 병역지정업체(대학연구기관) 선정
- 2015. 11. 20. 2015년도 국립대학 혁신지원사업 선정
- 2016. 02. 04. 국·공립대 청렴도 평가' 대구·경북권 2년 연속 1위 (국민권익위 주관 '종합청렴도' 전국 국·공립대 4위)
- 2016. 04. 07. 중소기업청 주관 ‘2016년도 산학연협력 기술개발사업(연구마을) 주관 기관’선정
- 2016. 04. 15. 금오공과대학교 전자공학부 「BK21 Plus」 미래기반창의인재양성형 사업 신규선정
- 2016. 05. 20. 교육부 주관 '고교교육 정상화 기여대학 지원사업' 선정
- 2016. 05. 23. 금오공과대학교 LINC사업단 '4년 연속 최우수대학' 선정
- 2016. 05. 30. 산업통상자원부 "글로벌전문기술개발사업" 신규선정, 정부지원금 72억4천 만 원 확보
- 2016. 06. 15. 지역신산업 선도인력 양성사업 (연구개발과제 부문 4개 과제 선정)
- 2016. 08. 20. 금오공과대학교 - 국방부, 學·軍 업무협약 체결
- 2017. 10. 20. 제7대 총장 이상철 박사 취임
- 2018. 01. 31. 산학협력관 개관
- 2018. 02. 27. 건물 명칭 변경 : 그린에너지관 → 공동실험실습관
- 2018. 03. 01. 국립대학 육성사업 추진
- 2018. 03. 01. 2018 지역 중소기업 R&D 산업인턴지원사업 선정
- 2018. 03. 27. 2018 맞춤형 기술파트너 지원사업 선정
- 2018. 05. 18. 2018 고교교육 기여대학 지원사업 3년 연속 선정
- 2018. 05. 30. 이공분야 대학중점연구소지원사업 선정(ICT융합특성화연구센터, 신소재연구소)
- 2018. 09. 05. 경상북도구미교육지원청 업무 협약 체결
- 2018. 11. 27. 한국생산성본부와 업무 협약 체결
- 2018. 12. 14. 경북김천교육지원청 업무 협약 체결
- 2018. 12. 14. '2018 안전관리 우수연구실' 인증 (화학공정실험실, 열분석실)
- 2018. 12. 14. 화학공정실험실, 최우수 연구실 선정 '과기부장관상'수상
- 2018. 12. 14. 금오공과대학교 - 세원그룹 업무 협약 체결
- 2019. 01. 04. 2019 '사회적기업가 육성사업 창원지원기관' 선정
- 2019. 02. 21. 2019년도 경북형 대학일자리센터 운영대학 선정
- 2019. 04. 24. ICT융합특성화연구센터 - 육군 종합정비창 업무협약 체결
- 2019. 05. 08 2019 고교교육 기여대학 지원사업 4년 연속 선정
- 2019. 05. 17 금오공과대학교 산학협력단 - 신용보증기금 산학협력 협약 체결
- 2019. 05. 30 산학협력단, 중소벤처기업진흥공단 대구경북 연수원-경북지역본부 협약 체결
- 2019. 06. 19 ‘2019년 연구실 안전 환경 개선 지원 사업’ 선정
- 2019. 06. 19 금오공과대학교 - 경상북도교육청 업무 협약 체결
- 2019. 07. 02 ‘2019 맞춤형 기술파트너 지원사업’ 선정
- 2019. 07. 19 한국반도체산업협회와 '시스템반도체 설계 전공 트랙과정' 업무 협약 체결
- 2019. 07. 23 금오공과대학교 컨소시엄, 지역선도대학 육성사업 최종 선정 - 경상북도 지역 선도대학 선정
- 2019. 08. 22 대경혁신인재양성프로젝트(HuStar) 혁신대학사업 선정 (의료산업분야)
- 2019. 12. 27 2주기 대학기관평가 인증 획득
- 2020. 02. 18 국제교육관 개관
- 2020. 03. 01 2020학년도 학부(과) 개편  -화학소재융합공학부(고분자공학전공, 소재디자인공학전공, 화학공학전공) → 화학소재공학부  -화학소재융합공학부(환경공학전공) → 환경공학과  -화학소재융합공학부(응용화학전공) → 응용화학과
- 2020. 04. 28 2019년 산업계관점 대학평가 최우수학과 선정(신소재공학부)
- 2020. 05. 22 4차 산업혁명 혁신선도대학 선정
- 2020. 06. 02 그랜드(Grand) ICT 연구센터 선정
- 2023. 11. 16. 국립금오공과대학교로 교명 변경
- 국립금오공과대학교 상세 연혁

## 캠퍼스

금오공과대학교 (Kumoh National Institute of Technology) 캠퍼스
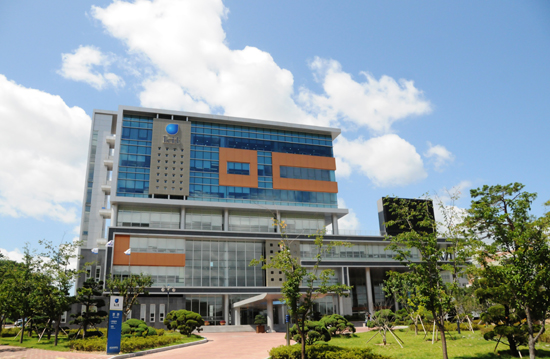
금오공과대학교 본관
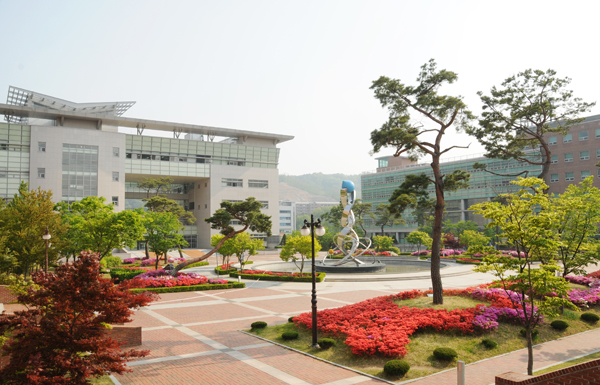
금오공과대학교 도서관
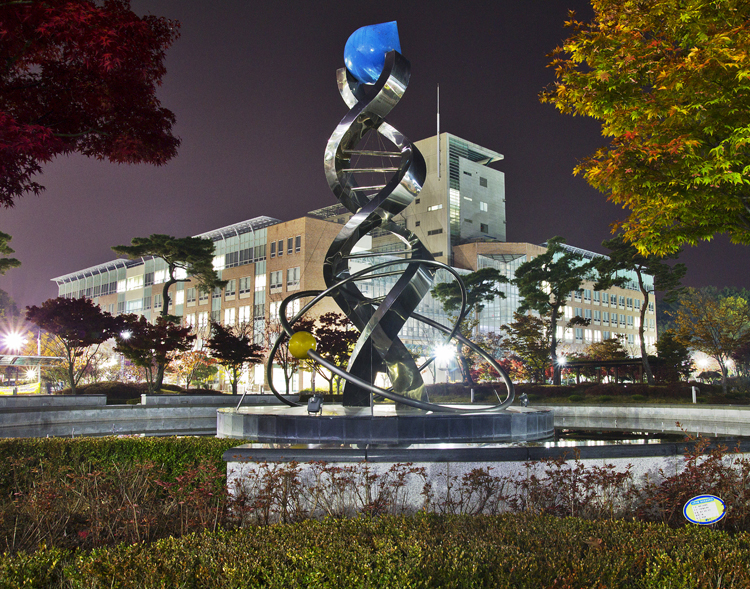
금오공과대학교 분수대
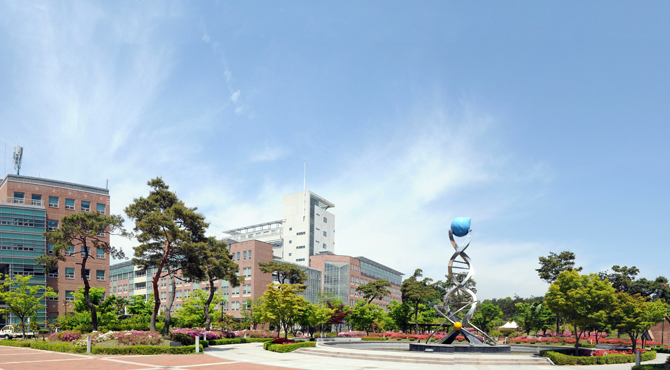
금오공과대학교 분수대
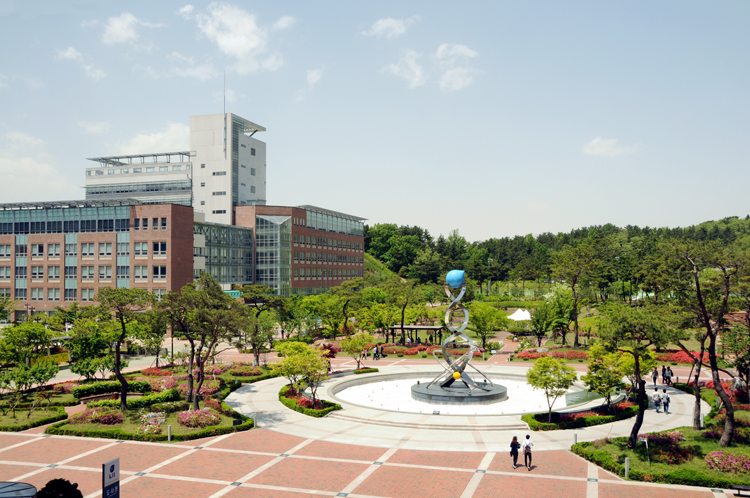
금오공과대학교 글로벌관
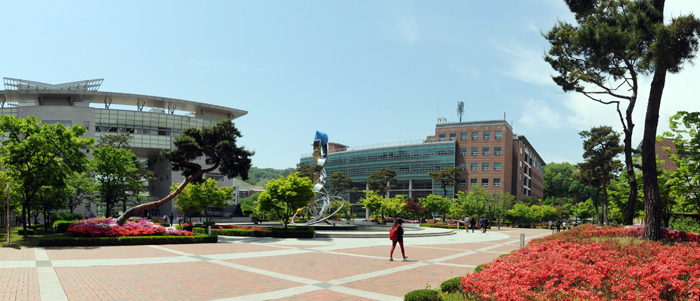
금오공과대학교 디지털관
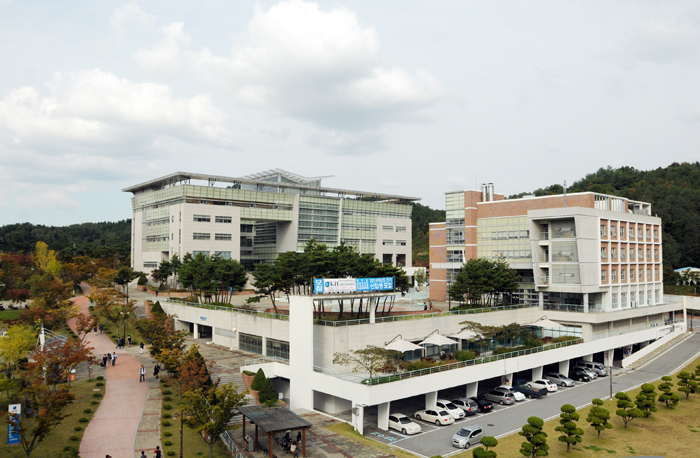
금오공과대학교 학생회관
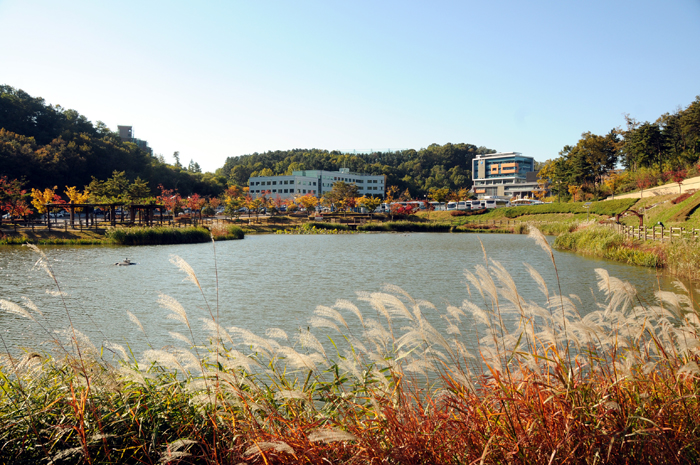
금오공과대학교 호수
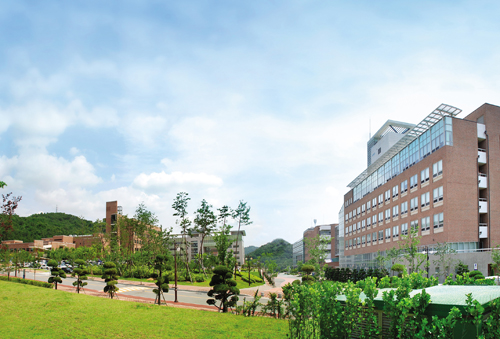
금오공과대학교 글로벌관

## 같이 보기
- 대한민국의 국립 대학 목록
- 대한민국의 대학 목록
- 대한민국의 교육